# Paliurus
Paliurus Mill. è un genere di piante appartenente alla famiglia delle Rhamnaceae.

## Tassonomia
Il genere comprende le seguenti specie:
- Paliurus hemsleyanus Rehder
- Paliurus hirsutus Hemsl.
- Paliurus orientalis (Franch.) Hemsl.
- Paliurus ramosissimus (Lour.) Poir.
- Paliurus spina-christi Mill.